# Jonathan Gibson
Jonathan Michal Gibson (West Covina, 8 novembre 1987) è un cestista statunitense.

## Carriera

### Europa (2010-2013)

#### Turchia, Israele e di nuovo Turchia (2010-2012)
Dopo non essere stato scelto da nessuna franchigia al Draft NBA 2010, il 21 luglio firma un contratto con l'Oyak Reanult, squadra della massima serie turca. Il 27 dicembre 2010, dopo 5 mesi rescinde il contratto. Il 12 gennaio 2011 firma con l'Ironi Ashkelon compagine che milita nel campionato israeliano.
Il 28 settembre 2011 ritorna in Turchia nelle file del Trabzonspor.

#### Italia (2012-2013)
Il 24 aprile 2012 viene tesserato dal New Basket Brindisi, militante in Legadue. Dopo la vittoria del campionato va a disputare la NBA Summer League 2012 con i Boston Celtics; al termine di questa non viene confermato dai celtici. Così lui rinnova con Brindisi e disputerà così la stagione successiva in Serie A.

### Il triennio in Asia tra Cina e Iran (2013-2016)

#### 2013-2014: Cina e Iran
Il 5 agosto 2013 firma per gli Zhejiang Lions, squadra militante nel campionato cinese. Giocò in Campionato 33 partite segnando 1045 punti, tenendo quindi 31,7 punti a partita di media, risultando essere a fine anno il top scorer della manifestazione. Alla fine della stagione ricevette un'offerta dal Nižnij Novgorod, che tuttavia venne declinata da Gibson dopo pochi giorni.
Dopo aver rifiutato in marzo l'offerta del Nižnij Novgorod, il 1º giorno del mese successivo firmò un contratto di un mese con il Petrochimi Bandar Imam, squadra di pallacanestro iraniana. Alla fine del contratto rimase free agent.

#### 2014-2015: di nuovo Cina e Iran
Nel luglio 2014 raggiunge i Portland Trail Blazers per disputare con loro la Summer League. Durante la manifestazione disputò 1 partita giocando per 6 minuti.
Non avendo convinto la franchigia dell'Oregon, Gibson tornò a giocare in Cina sempre per gli Zhejiang Lions. Tuttavia, a causa di un'operazione a un piede, l'8 gennaio 2015 venne annunciato che non avrebbe giocato nessuna partita durante la stagione.
Alla fine della stagione (in cui lui per i motivi già citati non giocò neanche una partita), esattamente come l'anno passato, il 18 marzo 2015 firma nuovamente con il Petrochimi Bandar Imam, tornando così a giocare per il club iraniano.

#### 2015-2016: solo Cina
Il 30 agosto 2015 firmò un contratto annuale con i Quingdao DoubleStar. In campionato giocò 36 partite segnando 1511 punti in totale, tenendo di media 42 punti a partita. Ma in questo caso non fu lui il top scorer del campionato, venendo battuto da Jordan Crawford. Di 36 partite giocare, in 24 segnò 40 o più punti (in 4 di queste ne segnò oltre 50). Mise a segno il proprio career-high points il 14 dicembre 2015 nella gara vinta 138-124 contro il Jiangsu Tongxi.

### NBA (2016)

#### Dallas Mavericks (2016)
Nel luglio 2016 disputò la Summer League con i Dallas Mavericks, in cui risultò essere uno dei giocatori più vecchi (Gibson all'epoca aveva 28 anni) della manifestazione. Questa volta, differentemente da quanto accaduto a Portland, in Summer League giocò e nella gara del 10 luglio si mise in evidenza contro i Miami Heat segnando 30 punti. Tre giorni dopo segnò 26 punti contro i Boston Celtics. Alla fine della manifestazione firmò un contratto triennale non garantito con i Mavs. Tuttavia, dopo aver disputato 7 partite di pre-season con la franchigia texana, il 23 ottobre venne tagliato a causa della presenza nel suo ruolo di Deron Williams, JJ Barea e Devin Harris. Tuttavia, a causa degli infortuni di questi 3 giocatori, il 19 novembre 2016 torna a far parte della rosa dei texani. Debuttò in NBA con i Mavericks nella gara persa 80-64 contro i Memphis Grizzlies, in cui subentrò a Seth Curry dalla panchina, segnando 11 punti. Con i rientri dagli infortuni di Deron Williams e Devin Harris, Gibson finirà ai margini della rosa, venendo tagliato dai Dallas Mavericks il 28 dicembre 2016.

## Palmarès
- Legadue: 1

 N.B. Brindisi: 2011-2012
- Coppa Italia di Legadue: 1

 N.B. Brindisi: 2011-2012